# Sävsjö (stacja kolejowa)
Sävsjö (szw. Sävsjö station) – stacja kolejowa w Sävsjö, w regionie Jönköping, w Szwecji. Znajduje się na Södra stambanan i obsługuje zarówno pociągi regionalne, jak i dalekobieżne. Przy stacji znajduje się dworzec autobusowy. Wcześniej Sävsjö stanowił węzeł kolejowy Södra stambanan z linią do Vetlanda, ale została ona zamknięta w latach 70. XX wieku.

## Linie kolejowe
- Södra stambanan